# Taylor Hicks (album)
Taylor Hicks è l'album di debutto del cantante statunitense Taylor Hicks, vincitore della quinta edizione di American Idol. L'album è stato pubblicato il 12 dicembre 2006 dalla Arista Records.

## Tracce
1. The Runaround – 3:13
2. Dream Myself Awake – 3:38
3. Heaven Knows – 3:35
4. Gonna Move – 4:22
5. Wherever I Lay My Hat (That's My Home) – 3:32
6. Give Me Tonight – 3:34
7. Just to Feel That Way – 3:11
8. The Maze – 2:47
9. Places I've Been – 3:29
10. Soul Thing – 3:20
11. The Deal – 3:17
12. The Right Place – 3:16

Bonus tracks
1. Hell of a Day – 3:40
2. Do I Make You Proud – 4:10